# Sudão nos Jogos Olímpicos de Verão de 2004
O Sudão competiu nos Jogos Olímpicos de Verão de 2004, em Atenas, na Grécia.